# Kekal
Kekal – indonezyjski zespół heavymetalowy, założony w 1995 roku.
Według serwisu AllMusic formacja Kekal jako jeden z pierwszych zespołów heavymetalowych z Indonezji weszła na arenę międzynarodową, a zdaniem socjologa heavy metalu Keitha Kahna-Harrisa, należy do nielicznych grup wykonujących extreme metal z regionu Azji Południowo-Wschodniej, które wkroczyły na scenę światową.

## Dyskografia
- Beyond the Glimpse of Dreams – 1998[1][3]
- Embrace the Dead – 1999[1][3]
- The Painful Experience – 2001[1][3]
- 1000 Thoughts of Violence – 2003[1][3]
- Acidity – 2005[1][3]
- The Habit of Fire – 2007[1][3]
- Audible Minority – 2008[3]
- 8 – 2010[3]
- Autonomy – 2012
- Multilateral – 2015
- Deeper Underground – 2018
- Quantum Resolution – 2020